# CONMEBOL Futsal Liga Evolución
La Liga Evolución de Futsal de la CONMEBOL es una competencia continental de futsal para selecciones nacionales masculinas de Sudamérica. 

## Organización
La liga es organizada por la Confederación Sudamericana de Fútbol (CONMEBOL) y fue lanzada en 2017 como parte del Programa Evolución del Departamento de Desarrollo de la confederación.
Las tres primeras ediciones (2017, 2018 y 2019) se disputaron bajo el nombre de Liga Sudamericana de Futsal, adoptando su nombre actual en 2022.
Todas las diez federaciones miembro de la CONMEBOL participan en la liga, representadas por sus selecciones absolutas y sub-20, sumando un total de 20 equipos en la competencia.

## Formato de competencia
La competencia se desarrolla en dos fases: temporada regular y finales.

### Temporada regular
- Los equipos se dividen en dos conferencias geográficas: Zona Norte y Zona Sur.
- Cada zona disputa un torneo en formato de liga de una sola vuelta en una sede fija, enfrentándose los cinco países de cada zona.
- Se juegan dos tipos de partidos: encuentros entre selecciones absolutas y partidos entre selecciones sub-20.
- Los puntos de ambas categorías se combinan en una tabla general.
- La nación con más puntos en cada zona clasifica a la final.

### Final
- Los campeones de cada zona se enfrentan en una serie de cuatro partidos: dos entre selecciones absolutas y dos entre selecciones sub-20.
- La final se disputa en dos días.
- El país con más puntos en la serie completa se proclama campeón.
- En caso de empate en puntos, se define por tanda de penales.

## Campeones
Resultados de las zonas
| Año  | Campeón Zona Sur | Campeón Zona Norte |
| ---- | ---------------- | ------------------ |
| 2017 | Argentina        | Brasil             |
| 2018 | Paraguay         | Brasil             |
| 2019 | Brasil           | Colombia           |
| 2022 | Argentina        | No se jugó         |
| 2023 | Argentina        | Brasil             |
| 2024 | Argentina        | Brasil             |

| Año  | Sede                                                                                             | Campeón                                                                                          | Puntos                                                                                           | Subcampeón                                                                                       | Categoría                                                                                        | Primer partido                                                                                   | Segundo partido                                                                                  |
| ---- | ------------------------------------------------------------------------------------------------ | ------------------------------------------------------------------------------------------------ | ------------------------------------------------------------------------------------------------ | ------------------------------------------------------------------------------------------------ | ------------------------------------------------------------------------------------------------ | ------------------------------------------------------------------------------------------------ | ------------------------------------------------------------------------------------------------ |
| 2017 | Paraguay (Asunción)                                                                              | Brasil                                                                                           | 9 – 3                                                                                            | Argentina                                                                                        | Sub-20                                                                                           | Brasil 6–0 Argentina (+3pts Brasil)                                                              | Brasil 4–3 Argentina (+3pts Brasil)                                                              |
|      |                                                                                                  |                                                                                                  |                                                                                                  |                                                                                                  | Absoluta                                                                                         | Brasil 2–1 Argentina (+3pts Brasil)                                                              | Brasil 1–3 Argentina (+3pts Argentina)                                                           |
| 2018 | Paraguay (Encarnación)                                                                           | Brasil                                                                                           | 10 – 1                                                                                           | Paraguay                                                                                         | Sub-20                                                                                           | Paraguay 1–5 Brasil (+3pts Brasil)                                                               | Paraguay 1–5 Brasil (+3pts Brasil)                                                               |
|      |                                                                                                  |                                                                                                  |                                                                                                  |                                                                                                  | Absoluta                                                                                         | Paraguay 3–5 Brasil (+3pts Brasil)                                                               | Paraguay 3–3 Brasil (+1pt cada uno)                                                              |
| 2019 | Brasil (Foz do Iguaçu)                                                                           | Brasil                                                                                           | 6 – 0                                                                                            | Colombia                                                                                         | Sub-20                                                                                           | Brasil 2–0 Colombia (+3pts Brasil)                                                               |                                                                                                  |
|      |                                                                                                  |                                                                                                  |                                                                                                  |                                                                                                  | Absoluta                                                                                         | Brasil 4–2 Colombia (+3pts Brasil)                                                               |                                                                                                  |
| 2022 | No se determino a ningún equipo como campeón de la Zona Norte. Por lo tanto la final no se jugó. | No se determino a ningún equipo como campeón de la Zona Norte. Por lo tanto la final no se jugó. | No se determino a ningún equipo como campeón de la Zona Norte. Por lo tanto la final no se jugó. | No se determino a ningún equipo como campeón de la Zona Norte. Por lo tanto la final no se jugó. | No se determino a ningún equipo como campeón de la Zona Norte. Por lo tanto la final no se jugó. | No se determino a ningún equipo como campeón de la Zona Norte. Por lo tanto la final no se jugó. | No se determino a ningún equipo como campeón de la Zona Norte. Por lo tanto la final no se jugó. |
| 2023 | Paraguay (Luque)                                                                                 | Brasil                                                                                           | 7 – 4                                                                                            | Argentina                                                                                        | Sub-20                                                                                           | Argentina 2–6 Brasil (+3pts Brasil)                                                              | Brasil 0–2 Argentina (+3pts Argentina)                                                           |
|      |                                                                                                  |                                                                                                  |                                                                                                  |                                                                                                  | Absoluta                                                                                         | Argentina 1–1 Brasil (+1pt cada uno)                                                             | Brasil 2–1 Argentina (+3pts Brasil)                                                              |
| 2024 | Paraguay (Luque)                                                                                 | Brasil                                                                                           | 12 – 0                                                                                           | Argentina                                                                                        | Sub-20                                                                                           | Argentina 1–2 Brasil (+3pts Brasil)                                                              | Brasil 5–2 Argentina (+3pts Brasil)                                                              |
|      |                                                                                                  |                                                                                                  |                                                                                                  |                                                                                                  | Absoluta                                                                                         | Argentina 1–3 Brasil (+3pts Brasil)                                                              | Brasil 6–0 Argentina (+3pts Brasil)                                                              |